# Захарі-Стояново (Добрицька область)
Заха́рі-Стоя́ново (болг. Захари Стояново) — село в Добрицькій області Болгарії. Входить до складу общини Шабла.

## Населення
За даними перепису населення 2011 року у селі проживали 95 осіб, з них 93 особи (97,9%) — болгари.
Розподіл населення за віком у 2011 році:
Динаміка населення: